# Guy de Panafieu
Guy de Panafieu, né le 5 avril 1943, est inspecteur des finances, cadre dirigeant de la Lyonnaise des eaux (rebaptisée groupe Lyonnaise-Dumez, puis groupe Suez).

## Biographie
Guy de Panafieu est un ancien élève de Sciences-Po Paris (1964, section Service Public) ainsi que de l’ENA (promotion Turgot), dont il sort inspecteur des finances.
Il est cadre dirigeant de la Lyonnaise des eaux. Il occupe le poste de président du groupe public informatique Bull et de cadre dirigeant de Crédit agricole Corporate and Investment Bank et membre du conseil de surveillance du groupe M6.

### Vie privée
Guy de Panafieu est le mari de Françoise de Panafieu, maire du 17e arrondissement de Paris de 2001 à 2008 et ancienne candidate UMP à la mairie de Paris en 2008. Il fut président de la Conférence Olivaint de 1963 à 1964.